# Arctostaphylos edmundsii
Arctostaphylos edmundsii är en ljungväxtart som beskrevs av Howell. Arctostaphylos edmundsii ingår i släktet mjölonsläktet, och familjen ljungväxter. Inga underarter finns listade i Catalogue of Life.

## Bildgalleri

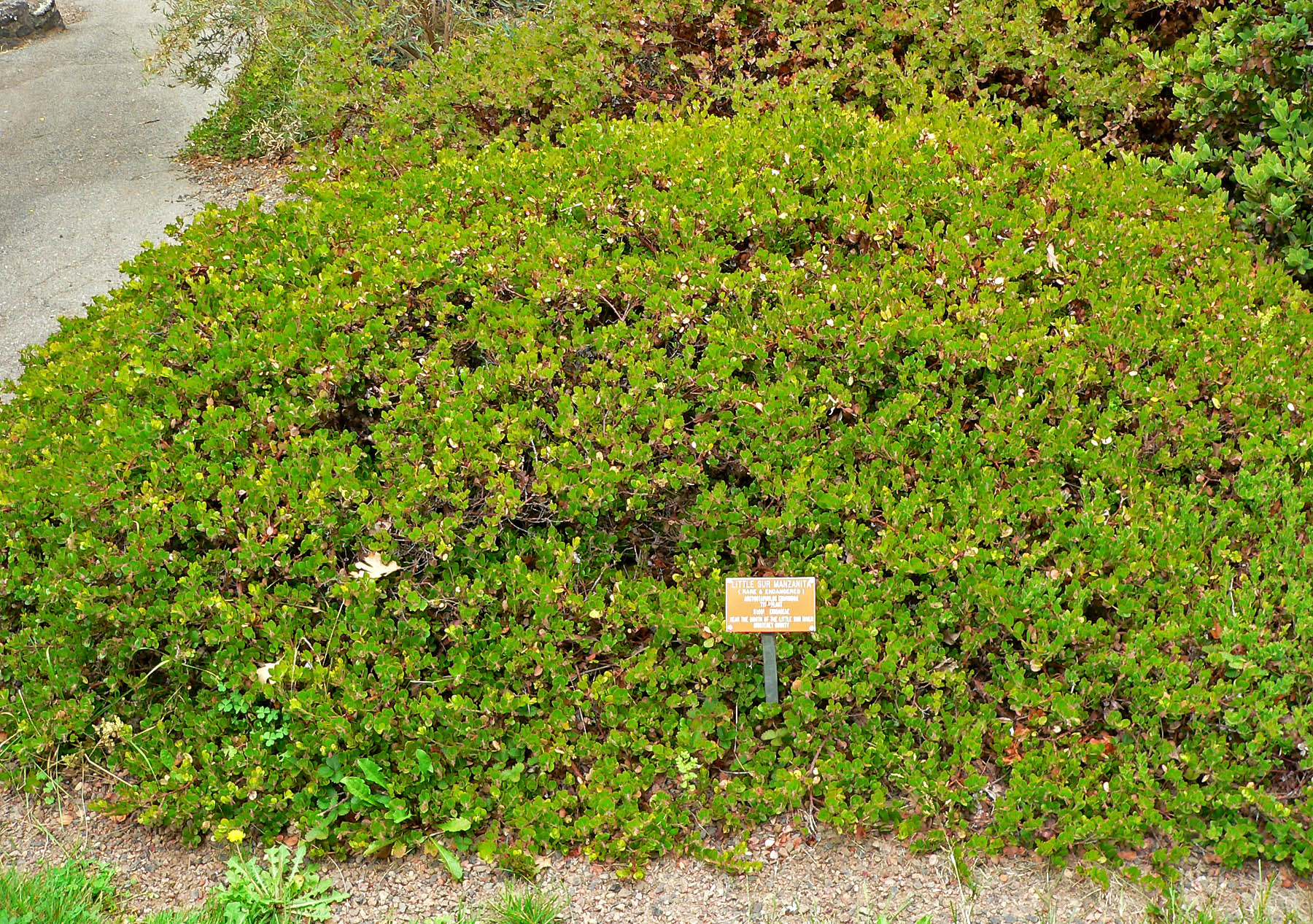
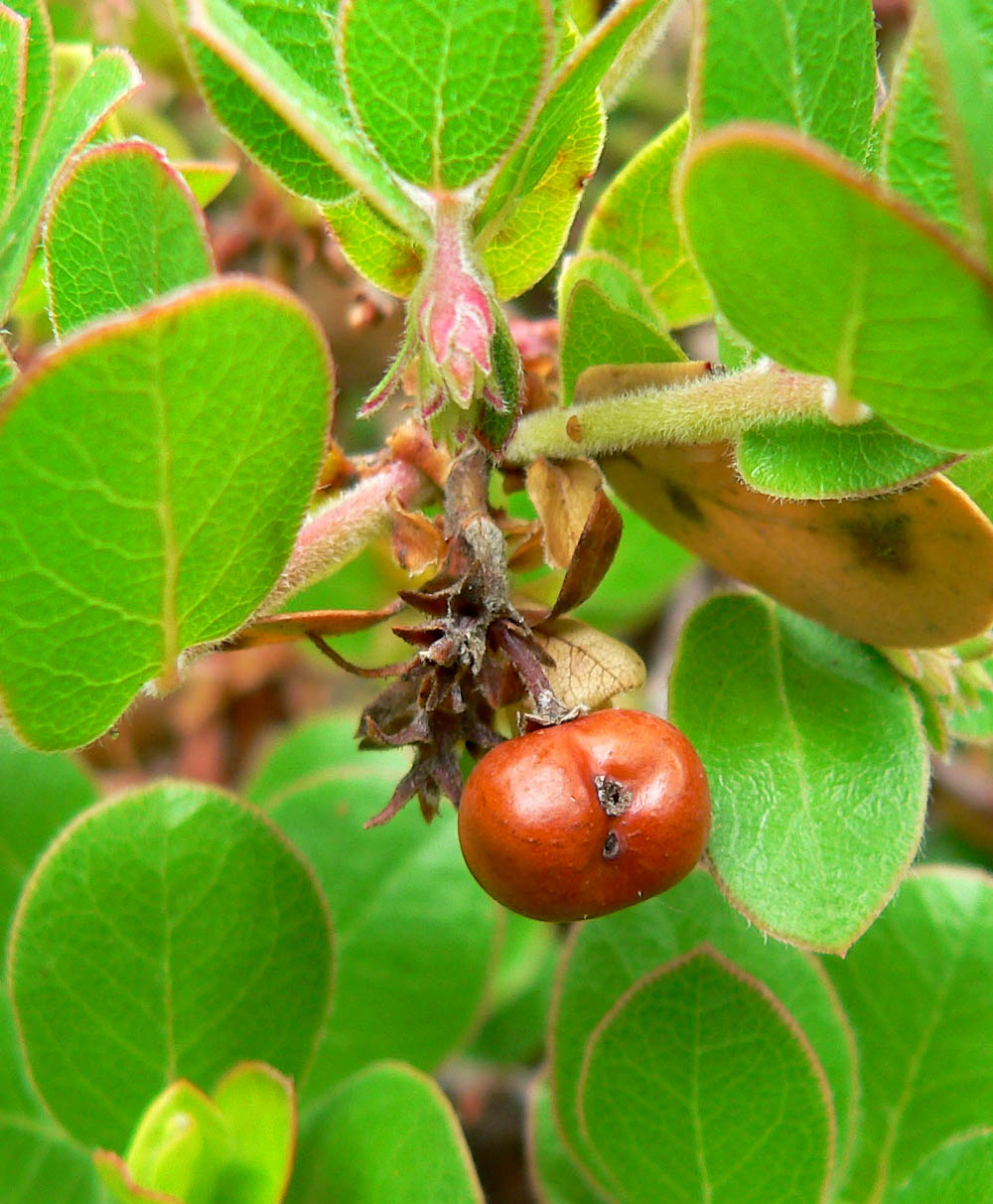
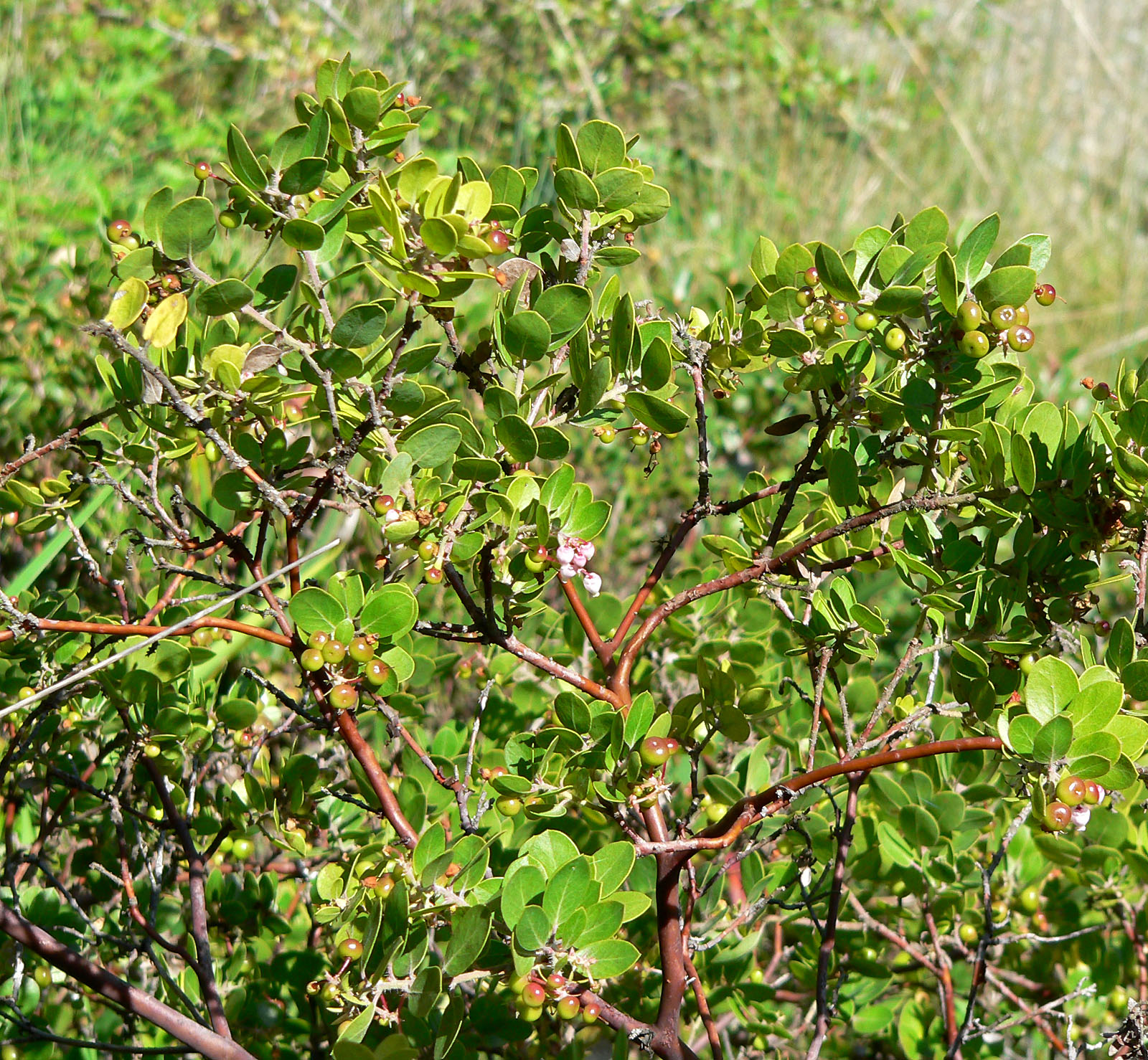
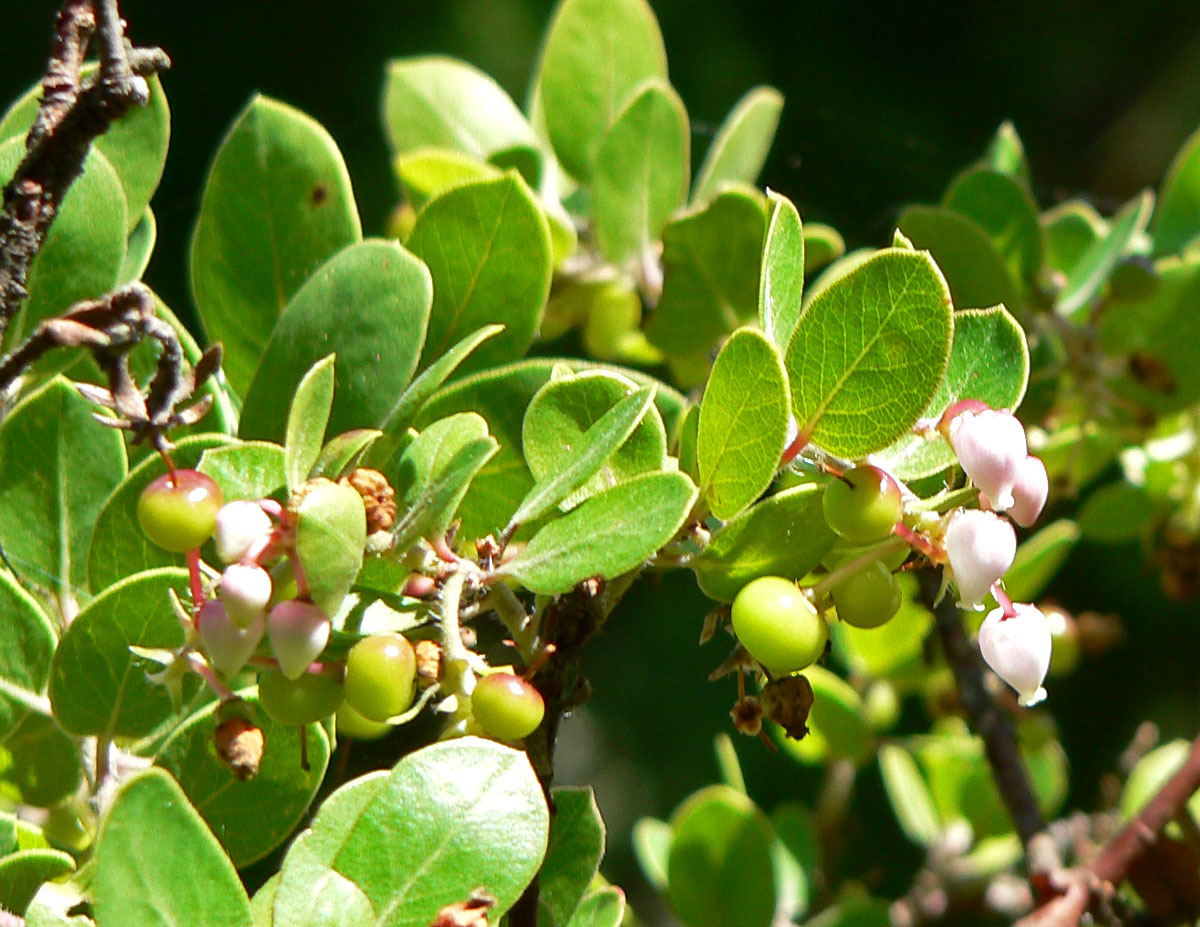
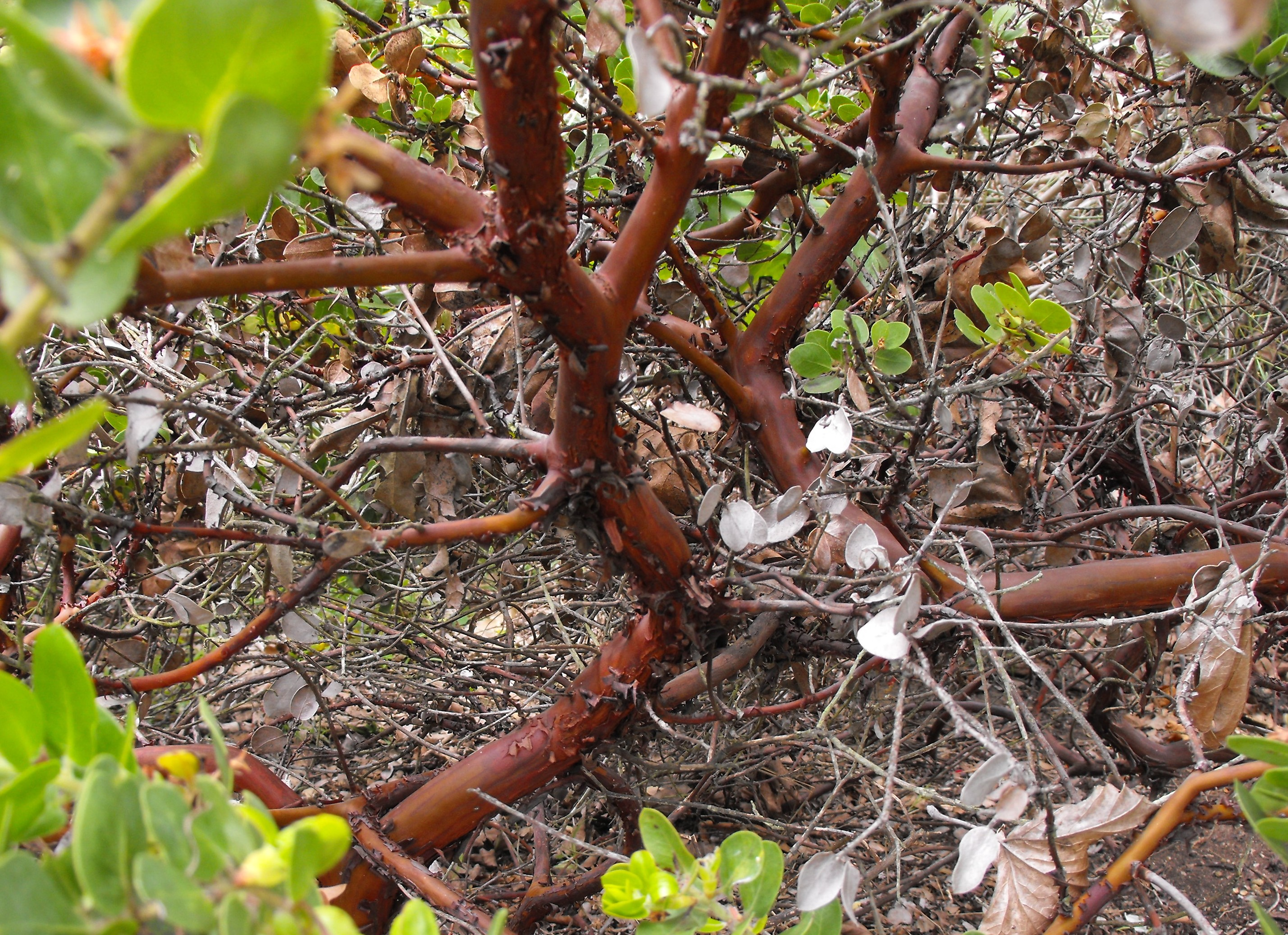